# Genum
Genum (officieel, Fries: Ginnum, [’ɡɪnəm]) is een dorp in de gemeente Noardeast-Fryslân, in de Nederlandse provincie Friesland. Genum ligt ten westen van Dokkum, tussen Birdaard en Ferwerd, waar de Flieterpsterdyk, Hikkaarderdyk en de Harstawei samenkomen, een paar kilometer ten zuidoosten van het terpdorp Hogebeintum. Genum is een van de Vlieterpen. De andere dorpen ervan zijn Reitsum, Lichtaard en Janum. 
In 2023 telde het dorp Genum 85 inwoners.

## Geschiedenis
Het dorp is ontstaan op een terp die al enkele eeuwen voor de christelijke jaartelling werd bewoond. De terp was radiaal, wat nog enigszins is terug te zien in de structuur van het dorp, ondanks dat het merendeel van de terp rond 1900 werd afgegraven. De Genumer Opvaart is gebruikt voor het afvoeren van de vruchtbare terpaarde.
De plaats werd in 1397 vermeld als Ghenim. De plaats moet minstens een paar eeuwen ouder zijn, gezien er in de 12e eeuw al een kerk was. In 1418 werd het vermeld als Ghenym, in 1505 als Geenym en in 1511 als to gheenym, gheenim en genum. Mogelijk verwijst de plaatsnaam naar een woonplaats (im->heem) van ene Gene.
Tot 2019 viel Genum onder de toenmalige gemeente Ferwerderadeel.

## Kerk

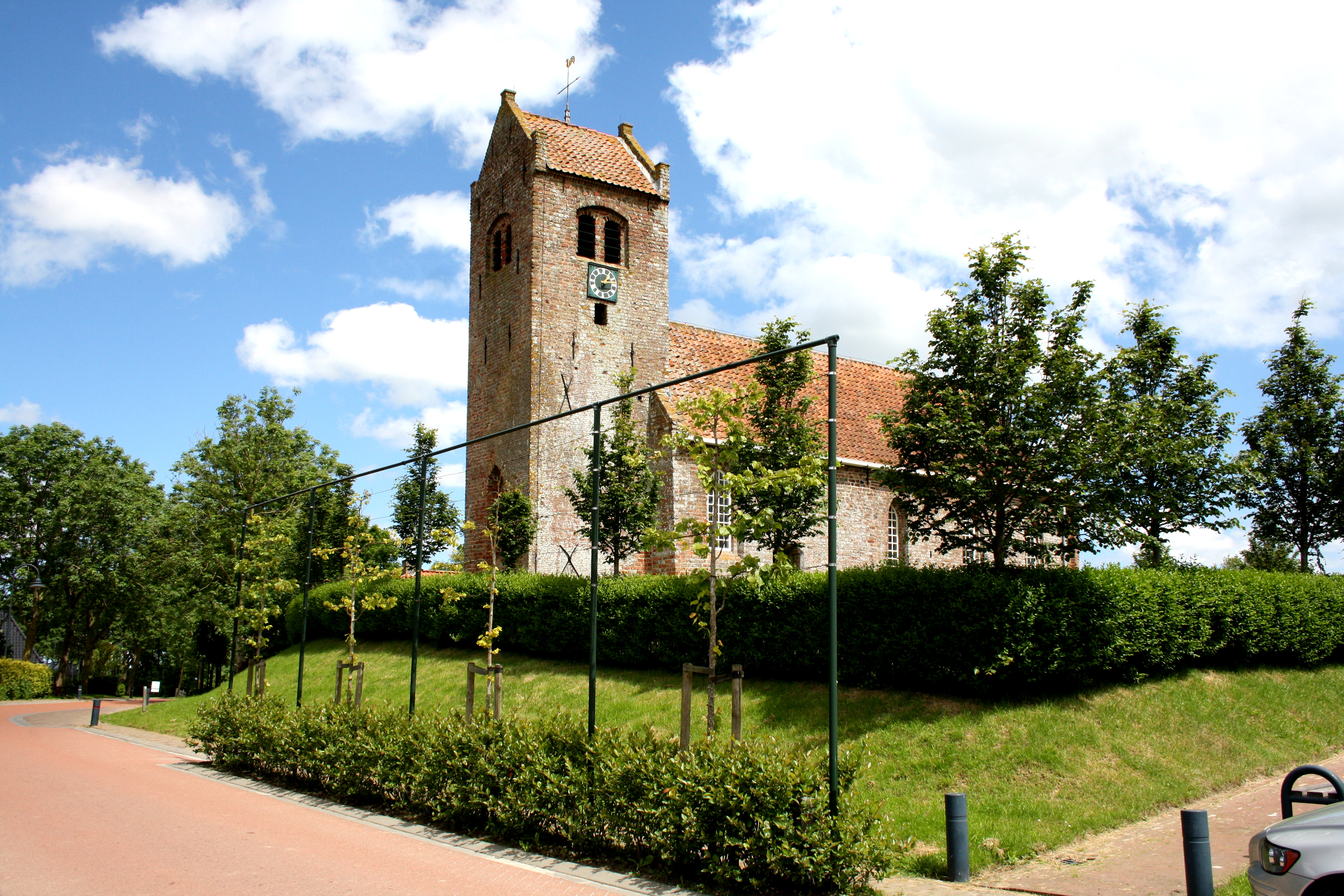
Kerk van Genum

Het dorp wordt gekenmerkt door een kerk met zadeldaktoren uit de 12e eeuw. De kerk, eigendom van de Stichting Alde Fryske Tsjerken, is anno begin 21ste eeuw een atelier en museum.

## Bedrijvigheid
In Genum zit een groot loonbedrijf dat ook een wegen-, grond- en- waterbouwwerkzaamheden-tak heeft.

## Cultuur
In oktober vindt er jaarlijks het festival Loadsrock plaats in het dorp.
In Reitsum staat een gezamenlijk dorpshuis voor de dorpen van de Vlieterpen, de Fjouwer geheten. Ook veel van de andere verenigingen bedienen de vier dorpen, zoals de toneelvereniging blau moandei en zangvereniging God is mijn lied.

## Onderwijs
In het dorp Reitsum staat de basisschool van de Vlieterpen, De Flieterpen. Tot eind 19e eeuw was er in Genum een school, maar deze moest sluiten wegens te weinig leerlingen. De meeste kinderen gingen dan al naar de school in Reitsum.

## Bevolkingsontwikkeling
| 1999 | 2002 | 2004 | 2014 | 2018 | 2021 | 2023 |
| ---- | ---- | ---- | ---- | ---- | ---- | ---- |
| 110  | 110  | 100  | 89   | 95   | 90   | 85   |